# Codex Sangallensis

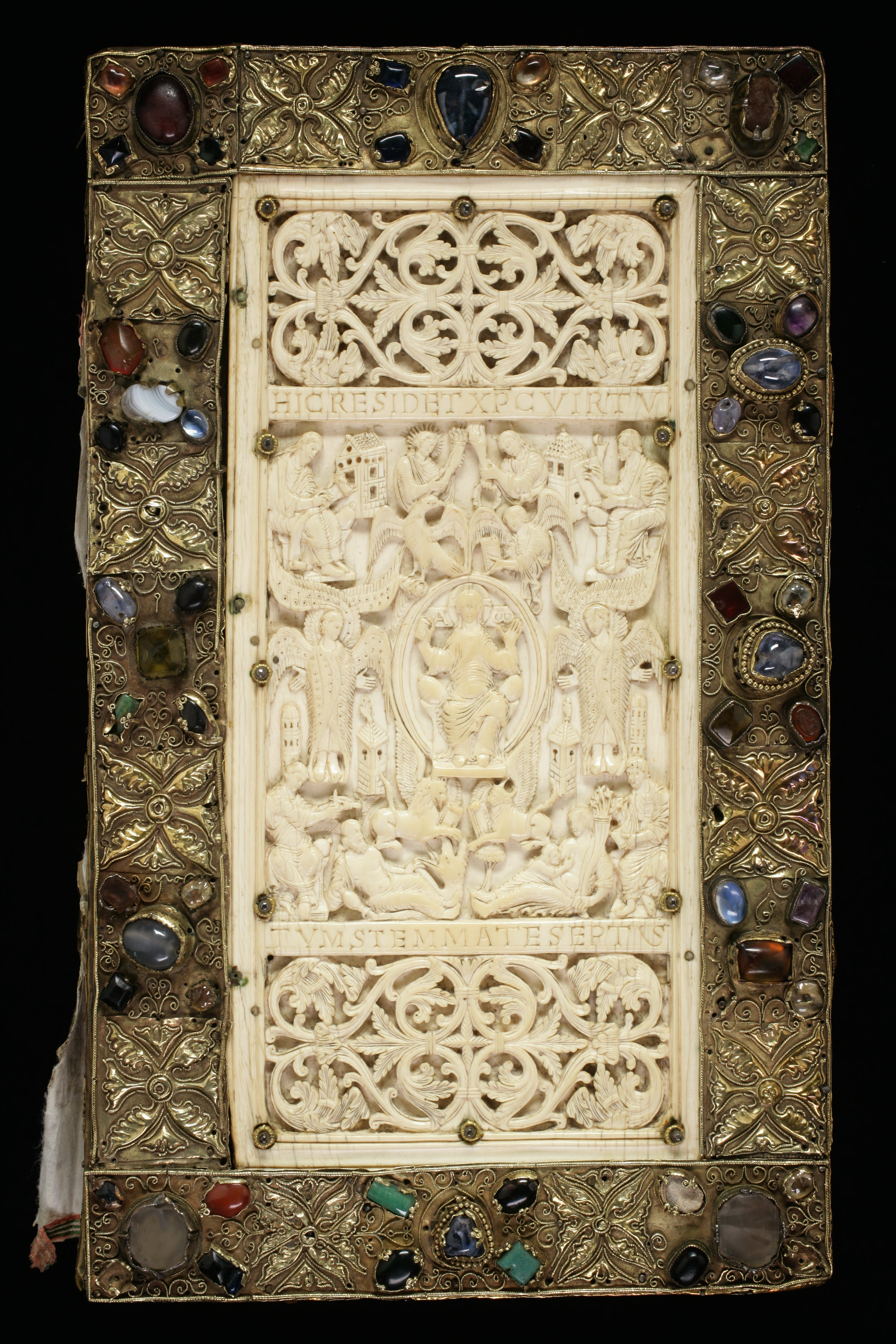
Cod. Sang. 53, Vorderseite des Einbandes mit Elfenbeintafel

Als Codex Sangallensis werden  Manuskripte der Sammlung Codices Sangallenses bezeichnet, die in der Stiftsbibliothek St. Gallen aufbewahrt werden. Sie werden durch die Angabe ihrer Signatur oder durch einen in der Wissenschaft üblichen Beinamen näher bestimmt.

## Signaturschema
Die übliche Signatur eines Codex in dieser Sammlung ist Cod. Sang. mit einer fortlaufenden bis zu vierstelligen Nummer in arabischen Ziffern. Einige der Codices tragen wegen ihrer besonderen Bedeutung auch noch andere Namen, unter denen sie teilweise weitaus besser bekannt sind (Beispiel: der Abrogans ist tatsächlich ein Bestandteil von Cod. Sang. 911). Die schönsten illuminierten Handschriften der Stiftsbibliothek aus der Zeit vom 8.  bis zum 11. Jahrhundert werden oder sind bereits im Rahmen des Projektes e-codices digitalisiert. Diese Digitalisate sind im Internet frei zugänglich. Am 20. August 2019 waren 3029 Handschriften digitalisiert, 2263 davon online verfügbar.

## Ausgewählte Handschriften
Auf ihrer Internetseite hebt die Stiftsbibliothek 11 Handschriften als besondere Kostbarkeiten heraus.
| Bild | Signatur        | Inhalt | Alternative(r) Name(n) oder Titel                                           |
| ---- | --------------- | --- | --------------------------------------------------------------------------- |
|      | Cod. Sang. 22   | Psalter | Goldener Psalter (Psalterium aureum) von St. Gallen – Psalterium Gallicanum |
|      | Cod. Sang. 23   | Psalter | Folchart-Psalter                                                            |
|      | Cod. Sang. 48   | Griechisches Evangeliar mit lateinischer Interlinear-Übersetzung                                                          | Codex Delta                                                                 |
|      | Cod. Sang. 53   | Evangelium mit kostbaren Elfenbeinschnitzereien im Einband                                                                | Evangelium Longum (Evangelistar)                                            |
|      | Cod. Sang. 56   | Die lateinisch-althochdeutsche "Tatian"-Handschrift. Grundlage der althochdeutschen Grammatik                             | Althochdeutscher Tatian                                                     |
|      | Cod. Sang. 243  | Alemannische Abschrift der Collectio Canonum Hibernensis (1. Hälfte 9. Jh.)                                               | Collectio Canonum Hibernensis                                               |
|      | Cod. Sang. 359  | Älteste erhaltene Musikhandschrift der Welt mit Neumen                                                                    | Cantatorium                                                                 |
|      | Cod. Sang. 857  | Epensammlung | St. Galler Nibelungenhandschrift                                            |
|      | Cod. Sang. 878  | Das Vademecum (persönliches Handbuch) des Reichenauer Gelehrten und Abtes Walahfrid Strabo (um 808–849)                   | Abecedarium Nordmannicum                                                    |
|      | Cod. Sang. 911  | Ältestes Buch in deutscher Sprache, Sammelhandschrift mit einer Abrogansschrift, dem St. Galler Paternoster und dem Credo | Abrogans vocabularius (Keronis) et Alia                                     |
|      | Cod. Sang. 1092 | Früheste Darstellung eines mittelalterlichen Klosterbezirkes                                                              | St. Galler Klosterplan                                                      |

Weitere in Wikipedia behandelte St. Galler Handschriften:
| Bild | Signatur        | Inhalt                                   | Alternative(r) Name(n) oder Titel                      |
| ---- | --------------- | ---------------------------------------- | ------------------------------------------------------ |
|      | Cod. Sang. 51   | Evangeliar                               | Irisches Evangeliar von St. Gallen                     |
|      | Cod. Sang. 54   | Evangelistar                             | Gundis-Evangelistar                                    |
|      | Cod. Sang. 250  | astronomisch-komputistische Enzyklopädie |                                                        |
|      | Cod. Sang. 393  | Sammelhandschrift                        | Liber Benedictionum                                    |
|      | Cod. Sang. 398  | Benediktionale                           | Benedictiones episcopales                              |
|      | Cod. Sang. 453  | Annalen                                  | Annales Sangallenses maiores                           |
|      | Cod. Sang. 469  | Gebetbuch                                |                                                        |
|      | Cod. Sang. 566  | Passion                                  | älteste bekannte Handschrift der Passio Kiliani        |
|      | Cod. Sang. 657  | Chronik                                  | Konzilschronik des Ulrich von Richental                |
|      | Cod. Sang. 728  | Rechtstexte, Bibliothekskatalog          |                                                        |
|      | Cod. Sang. 902  | Sammelhandschrift                        |                                                        |
|      | Cod. Sang. 904  | Grammatik                                | St. Galler Priscian                                    |
|      | Cod. Sang. 912  | Glossar                                  | palimpsestiertes Abba-Ababus-Glossar                   |
|      | Cod. Sang. 915  | Annalen                                  | Annales Sangallenses maiores                           |
|      | Cod. Sang. 966  | Sammelhandschrift                        | enthält das St. Galler Weihnachtsspiel                 |
|      | Cod. Sang. 1084 | Wappenbuch                               | gemalt von Hans Haggenberg im Auftrag des Ulrich Rösch |
|      | Cod. Sang. 1311 | Reisebericht                             | Reise nach Batavia von Georg Franz Müller              |
|      | Cod. Sang. 1395 | Sammelhandschrift                        |                                                        |